# Missa Solemnis (Beethoven)

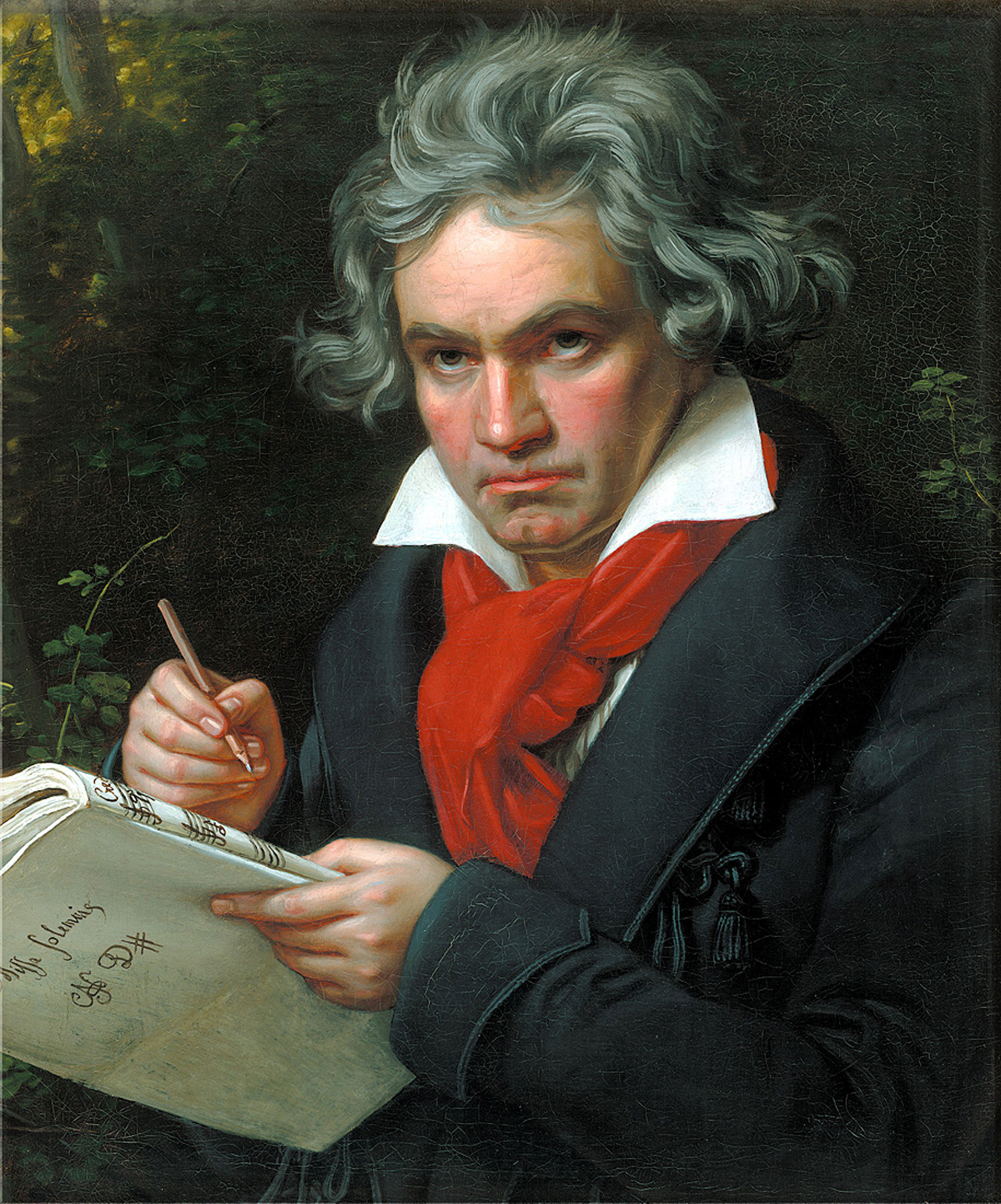
Retrato de Beethoven trabajando en la Missa solemnis de Joseph Karl Stieler

La Missa Solemnis en re mayor, op. 123, fue compuesta por Ludwig van Beethoven entre 1819 y 1823. Escrita casi al mismo tiempo que su Novena sinfonía, es el segundo arreglo de misa de Beethoven después de la Misa en do mayor, op. 86. La obra está dedicada al archiduque Rodolfo de Austria, nombrado en esa época arzobispo de Olomouc.
Su estreno tuvo lugar el 7 de mayo de 1824 en San Petersburgo, bajo los auspicios del mecenas de Beethoven príncipe Nikolai Galitzin. El propio compositor dirigió el 7 de mayo de 1824 en Viena una interpretación incompleta que incluyó Kyrie, Credo y Agnus Dei.
En general, se considera uno de los mayores logros del compositor. Esta obra, la Misa en si menor de Bach, la Gran misa en do menor y el Réquiem de Mozart, son las misas más significativas del período de la práctica común.
El director Wilhelm Furtwängler la retiró de su repertorio, pues dijo ser incapaz de obtener un resultado que hiciera justicia al mensaje y a la grandeza de la que consideraba la mejor obra de Beethoven.

## Historia

### Composición
La misa fue concebida para la investidura como arzobispo de Olomouc del archiduque Rodolfo de Austria, que era hijo del emperador Leopoldo II y alumno excepcionalmente aplicado de Beethoven en composición y piano. Beethoven comenzó a componer su Missa Solemnis en 1818, a los 48 años, cuando su sordera era casi total y su soledad cada vez mayor. La pieza es contemporánea de la Sonata Hammerklavier, de la Novena sinfonía y de las últimas tres sonatas para piano. En opinión de Bruno Walter, esta es una época de excepcional gravedad en la que el compositor alemán se vio absorbido en las profundidades y abismos de su propio ser. Por eso, no es de extrañar que su Missa Solemnis sea una de las obras con mayor urgencia, donde, como el mismo compositor quería, la música deja de ser absoluta y se convierte en un vehículo para expresar cualidades y preocupaciones humanas. Esas preocupaciones, en el caso del Beethoven de esos años, tienen que ver con la conciencia que cualquier ser tiene del dolor en el mundo y su contraposición con la idea cristiana de Dios como amor perfecto. 
El dilema religioso de Beethoven refleja la preocupación de un creyente verdadero, aunque no ortodoxo. Educado en la fe católica, nunca fue asiduo asistente de ningún templo. Su cristianismo se encuentra impregnado de masonería y deísmo. Conocía las publicaciones periódicas del orientalista Joseph von Hammer-Purgstall, y entre sus manuscritos se encontraron traducciones y adaptaciones parciales de los Upanishads y del Bhagavad Gita.[cita requerida]

### Representaciones
Originalmente iba a estrenarse el 9 de marzo de 1820, pero no fue terminada a tiempo. Se estrenó el 7 de mayo de 1824, en una ejecución parcial, junto con la Novena sinfonía. La versión definitiva solo se conoció por completo en 1830, después de su muerte. Los derechos de la obra fueron adquiridos por 600 florines, y años después casi 200 editores solicitaron copias de la misma por 50 ducados cada una.[cita requerida]
Esta obra no se interpreta en directo con frecuencia, ya que su dificultad para los cantantes del coro es extrema. Algunos críticos pensaron que esta partitura pone de manifiesto que Beethoven no sabía componer para coro, ya que en esta obra extremaba los registros y lo esforzaba en exceso hasta el punto de la extenuación, al punto de que algunos críticos de la época afirmaron que la misa exhibía sonidos 'herejes' y no aptos para una misa. Otros piensan que, por el contrario, incluso la capacidad de la voz humana ponía límites al talento creativo de este genio. Críticos modernos afirman que esta pieza lleva todo el peso de su nombre, ya que se la considera una obra verdaderamente 'Solemne', y se ha llegado a considerar que es la mejor misa jamás creada, alcanza momentos nunca antes usados y abraza sonidos verdaderamente celestiales y potentes.

## Análisis

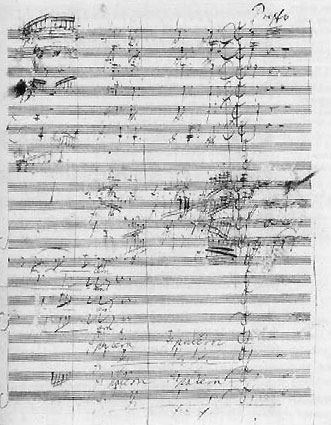
Manuscrito de la Missa solemnis.

La producción de música sacra de Beethoven no es muy extensa y dos de sus obras más recordadas son el oratorio Cristo en el monte de los olivos (1803) y la Misa en do mayor, op. 86 (1807), encargada por el príncipe Esterházy. Esta última es la primera obra simultáneamente sinfónica y coral del compositor alemán, estilo que encontrará su culminación en la Novena sinfonía y en la Missa Solemnis. El término sinfónico coral nunca quiere decir operístico en Beethoven, quien sentía desprecio por el curso que la música sacra había tomado y consideraba que solo la música de los viejos maestros (Palestrina, Bach y Händel) podía expresar un sentimiento religioso honesto. Sin embargo, no fue imitando a dichos maestros ni recurriendo a sus dos obras sacras previas como resolvería la composición de esta pieza: Beethoven pretendía crear un estilo moderno y verdaderamente religioso, y su enorme genio le permitió triunfar en dicha empresa. Compuso la parte coral en un estilo comparable al de Händel o Palestrina, acompañándola con una escritura sinfónica como vehículo y no un mero soporte armónico para los textos latinos.[cita requerida]
Por otra parte, la reflexión sobre lo sagrado excede los límites de un credo particular, volviéndola mucho más adecuada para la sala de concierto que para la iglesia. Esto es evidente, por ejemplo, por la enorme tensión a lo largo de toda la obra. Los problemas que el texto canónico de la misa presentan -la relación del hombre con Dios, la presencia de lo divino- ya no se consideran problemas desde el interior de la fe. Son temas que se tratan con una certeza dogmática, y la música eclesiástica debe reflejar esas certezas. Así pues, encontramos toda la orquesta marcada con un triple fortissimo al inicio del Gloria. Más adelante hay un presto, que Bruno Walter señalaba como la única aparición de este tempo en una misa. Y el Credo, según Hermann Deiters, hace un uso muy poco eclesiástico de la tensión las interminables pausas después de cada et, antes de anunciar Homo factus est. Según Bruno Walter, en el Gloria habla el hombre inspirado y en el Credo habla el profeta. En el Sanctus y el Benedictus, siguiendo la poesía de Isaías, se muestra lo sagrado en ambas secciones de la misa, que contienen dos adagios profundamente líricos.[cita requerida]

### Estructura
Esta obra está formada por cinco partes, como la mayor parte de las misas:

#### I. Kyrie
Tal vez el más tradicional de los movimientos de misa, el Kyrie está en una estructura ABA' con escritura coral majestuosa en la primera sección de movimiento y una conducción de voces más contrapuntística en el Christe, que también introduce a los cuatro solistas vocales.[cita requerida]

#### II. Gloria
Texturas rápidamente cambiantes y temas resaltan cada parte del texto de Gloria, en el comienzo del movimiento que es casi enciclopédico en su exploración del compás de 3/4. 
El movimiento termina con la primera de las dos grandes fugas de la obra, sobre el texto "In gloria Dei patris. Amen", que lleva a una recapitulación del texto y la música de inicio del Gloria.

#### III. Credo
Uno de los movimientos más notables salidos de la pluma de Beethoven se abre con una secuencia de acordes que se utilizará de nuevo en el movimiento para realizar modulaciones. El Credo, al igual que el Gloria, suele ser una desorientadora y loca carrera a través del texto. Las conmovedoras armonías modales en "et incarnatus" dejan paso a niveles cada vez más expresivos a través del "Crucifixus" y en un notable arreglo a capella del "et resurrexit" que termina casi antes de haber comenzado. Si bien lo más destacable del movimiento es la fuga de cierre del "et vitam venturi", que incluye uno de los pasajes más difíciles del repertorio coral cuando el sujeto vuelve a tempo duplicado para una emocionante conclusión. La forma del Credo consta de cuatro partes: (I) allegro ma non troppo través de "descendit de coelis" en si bemol; (II) "Incarnatus est" a través de "Resurrexit" en re; (III) "Et ascendit" a través de la recapitulación Credo en fa, (IV) Fuga y Coda "et vitam venturi saeculi, amen" en si bemol.[cita requerida]

#### IV. Sanctus
Hasta el "Benedictus" del Sanctus, la Missa Solemnis es de proporciones clásicas relativamente normales. Pero, tras un preludio orquestal, un violín solista entra en su registro más alto simbolizando al Espíritu Santo que desciende a la Tierra. Comienza entonces la música más trascendentalmente hermosa de la misa, en una extensión del texto notablemente larga.[cita requerida]

#### V. Agnus Dei
Un arreglo de la súplica "miserere nobis" ("ten piedad de nosotros"), que comienza con las voces masculinas solas en si menor, deja paso a una oración en un brillante re mayor "dona nobis pacem" ("danos la paz") en un modo pastoral. Después de cierto desarrollo fugado, se interrumpe repentina y dramáticamente por sonidos marciales (una convención en el siglo XVIII, como en la Missa in tempore belli, de Haydn). Tras repetidas súplicas de "miserere", se recupera y alcanza una conclusión majestuosa. Beethoven refleja aquí con mayor intensidad sus incertidumbres, su crisis espiritual. Incluso señaló en la partitura que el "Agnus Dei, qui tollis peccata mundi" debía cantarse "nerviosamente". Citando a Bruno Walter: «Dios es amor, pero el mundo es malvado y lleno de dolor: ese es el pensamiento último de la Missa Solemnis».[cita requerida]

### Instrumentación
La misa está escrita para:
- Voces: solistas de soprano, contralto, tenor, bajo y coro mixto.
- Cuerda: violines I, violines II, violas, violonchelos y contrabajos.
- Viento madera: 2 flautas, 2 oboes, 2 clarinetes (en la, do y si♭), 2 fagotes y contrafagot.
- Viento metal: 4 trompas (en re, mi♭, si♭ basso, mi y sol); 2 trompetas (re, si♭ y do) y trombones alto, tenor y bajo.
- Percusión: timbales.
- Otros: órgano continuo.

## Discografía selecta
- 1940 - Arturo Toscanini, Westminster Choir, NBC Symphony Orchestra (Music and Arts)[6]
- 1953 - Arturo Toscanini, NBC Symphony Orchestra (RCA)
- 1955 - Karl Böhm, Filarmónica de Berlín (Deutsche Grammophon)
- 1959 - Herbert von Karajan, Wiener Singverein, Orquesta Philharmonia (Testament)
- 1963 - Otto Klemperer, Orquesta Philharmonia (Testament)
- 1963 - Günter Wand, Coro y Orquesta de Gürzenich de Colonia (Testament)
- 1963 - Otto Klemperer, Orquesta Philharmonia (EMI Classics)
- 1974 - Karl Böhm, Filarmónica de Viena (Deutsche Grammophon)
- 1975 - Herbert von Karajan, Filarmónica de Berlín (EMI Classics)
- 1975 - Carlo Maria Giulini, Orquesta Filarmónica de Londres (EMI Classics)
- 1978 - Colin Davis, Coro y Orquesta Sinfónica de Londres (Philips)
- 1979 - Leonard Bernstein, Orquesta Real del Concertgebouw (Deutsche Grammophon)
- 1979 - Herbert von Karajan, Filarmónica de Berlín (Deutsche Grammophon, DVD)
- 1989 - John Eliot Gardiner, Coro Monteverdi, Orchestre Révolutionnaire et Romantique (Deutsche Grammophon Archiv Produktion)
- 1991 - James Levine, Filarmónica de Viena (Deutsche Grammophon)
- 1992 - Nikolaus Harnoncourt, Orquesta de cámara de Europa (Teldec)
- 1995 - Philippe Herreweghe, Orchestre des Champs-Elysées (Harmonia Mundi)
- 2001 - David Zinman, Orquesta de la Tonhalle de Zúrich (Arte Nova)
- 2012 - Philippe Herreweghe, Orchestre des Champs-Elysées (PHI)
- 2012 - Nikolaus Harnoncourt, Orquesta Real del Concertgebouw de Ámsterdam (Unitel Classica)